# Stoned
Pour les articles homonymes, voir Stoned (homonymie).
Pour plus de détails, voir Fiche technique et Distribution.
Stoned est un film britannique réalisé par Stephen Woolley, sorti en 2005.
Le titre du film correspond à la chanson homonyme parue sur leur second single I Wanna Be Your Man en face B en 1963 et est la première qui ne soit pas une reprise, mais une improvisation du groupe.

## Synopsis
Les derniers jours de la vie de Brian Jones relatés d'une façon romancée. Tom Keylock, le manager des Rolling Stones, inquiet des abus de drogue de Jones, engage Frank Thorogood pour faire des réparations dans sa maison mais aussi pour garder un œil sur le musicien.

## Fiche technique
- Réalisation : Stephen Woolley
- Scénario : Neal Purvis et Robert Wade
- Photographie : John Mathieson
- Montage : Sam Sneade
- Musique : David Arnold
- Pays d'origine :  Royaume-Uni
- Langue originale : anglais
- Genre : biopic
- Durée : 102 minutes
- Dates de sortie : 
  -  Royaume-Uni : 18 novembre 2005

## Distribution
- Leo Gregory : Brian Jones
- Paddy Considine : Frank Thorogood
- David Morrissey : Tom Keylock
- Ben Whishaw : Keith Richards
- Tuva Novotny : Anna Wohlin
- Amelia Warner : Janet
- Monet Mazur : Anita Pallenberg
- Luke de Woolfson : Mick Jagger

## Accueil
Le film a été présenté en compétition au Festival international du film de Chicago et au Festival du film britannique de Dinard. Il a réalisé environ 30 000 entrées en Europe dont 15 000 au Royaume-Uni.
Il obtient 15 % de critiques positives, avec une note moyenne de 4/10 et sur la base de 48 critiques collectées, sur le site Rotten Tomatoes.
Lors de la 11e cérémonie des Empire Awards, Stoned a été nommé dans la catégorie du meilleur film britannique et Leo Gregory dans celle du meilleur espoir.